# Preußische Hauptkadettenanstalt
Die Königlich Preußische Hauptkadettenanstalt (HKA) in Groß-Lichterfelde bei Berlin war von 1882 bis 1920 die zentrale Kadettenanstalt der Preußischen Armee.

## Geschichte

### Vorgeschichte

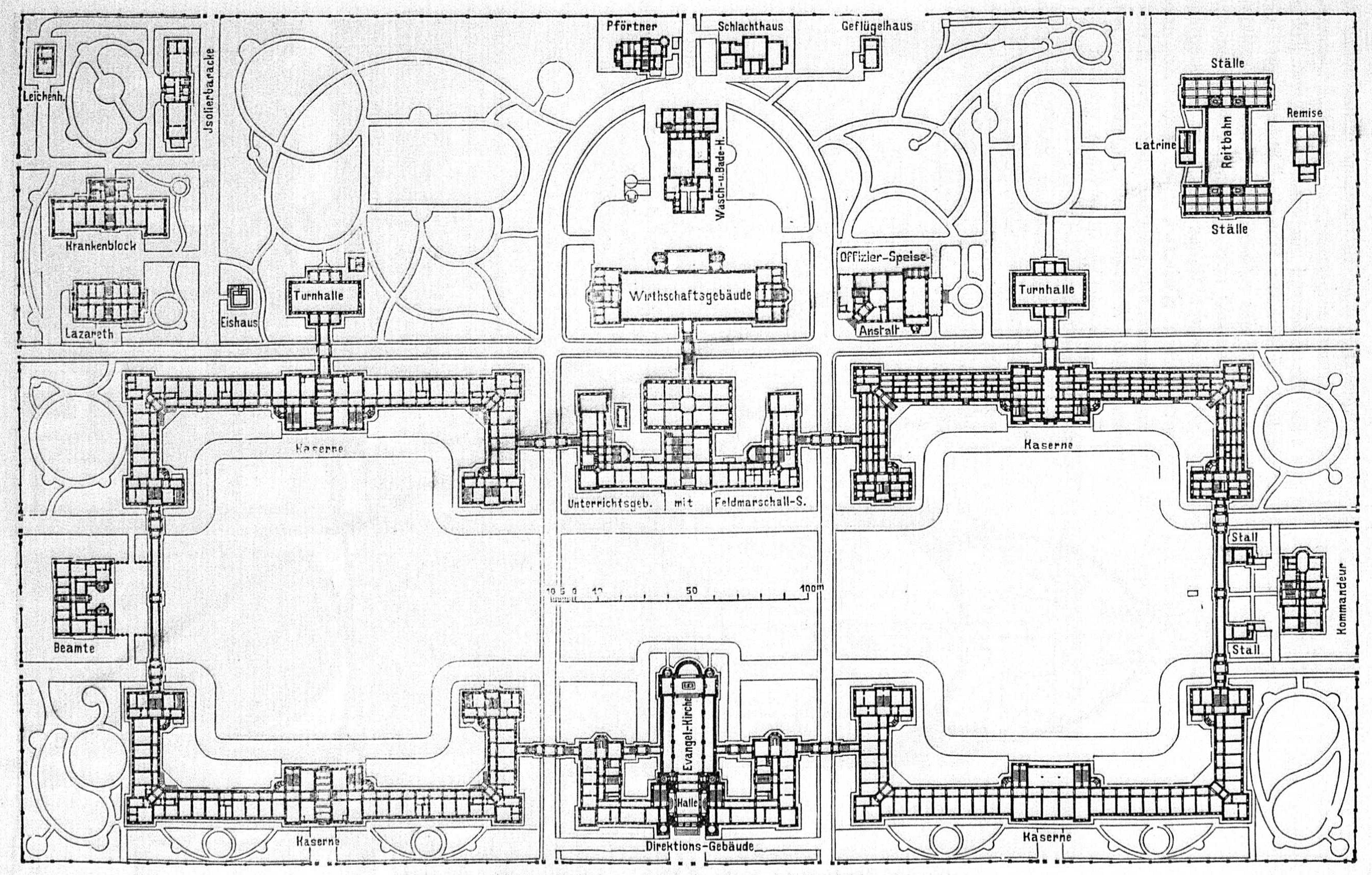
Lageplan

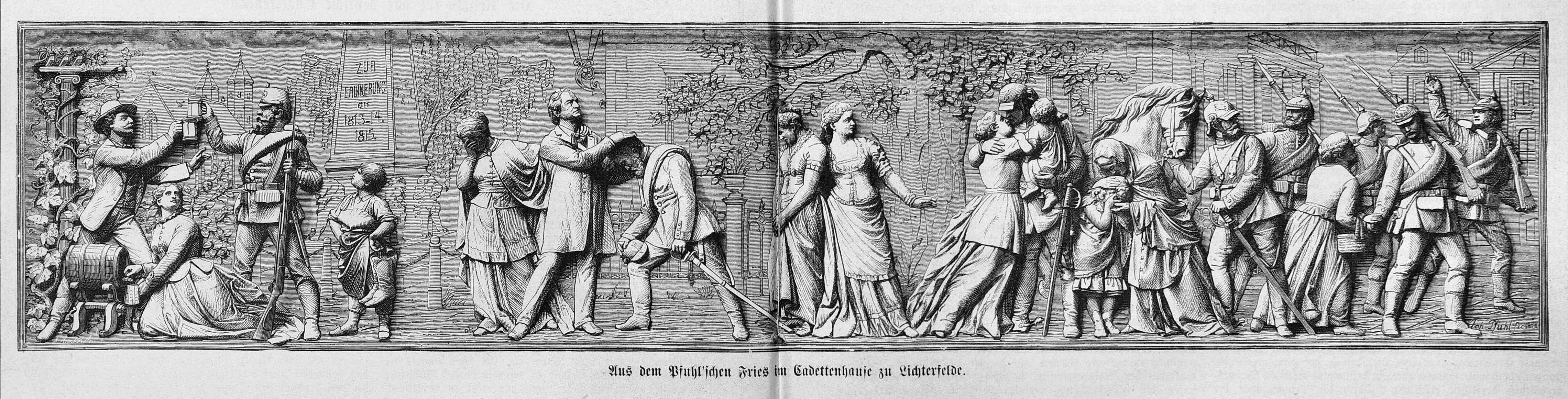
Teil des Relieffrieses von Johannes Pfuhl im Feldmarschallsaal

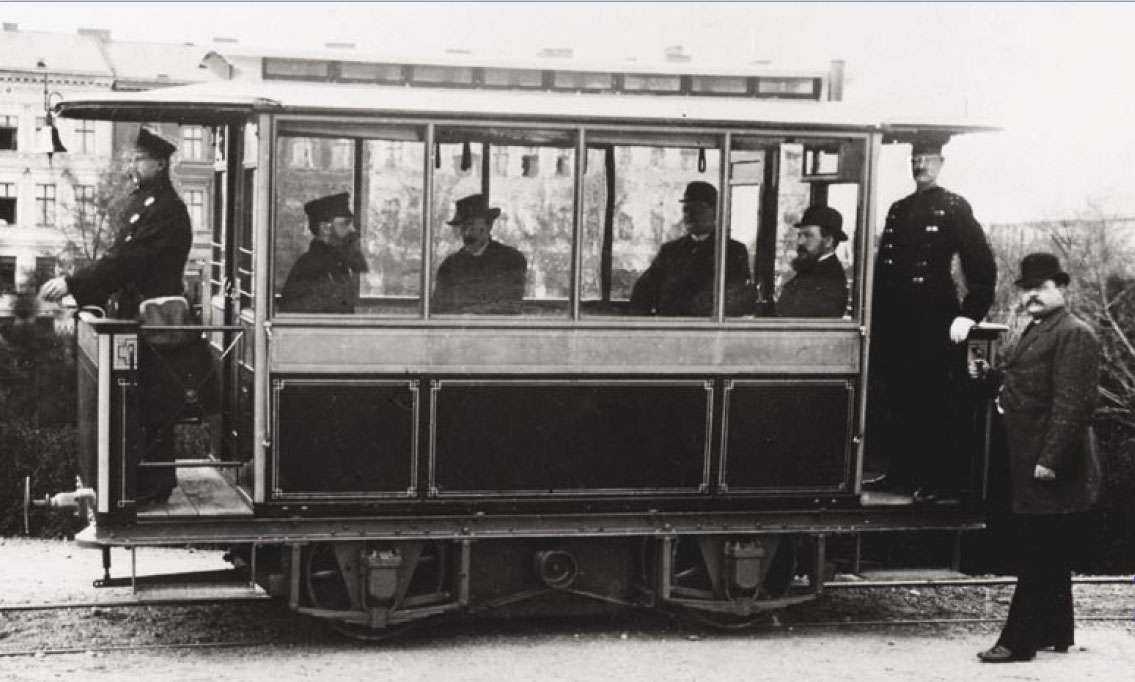
Siemens & Halske baute zur Kadettenanstalt die erste elektrische Straßenbahn der Welt, 1881

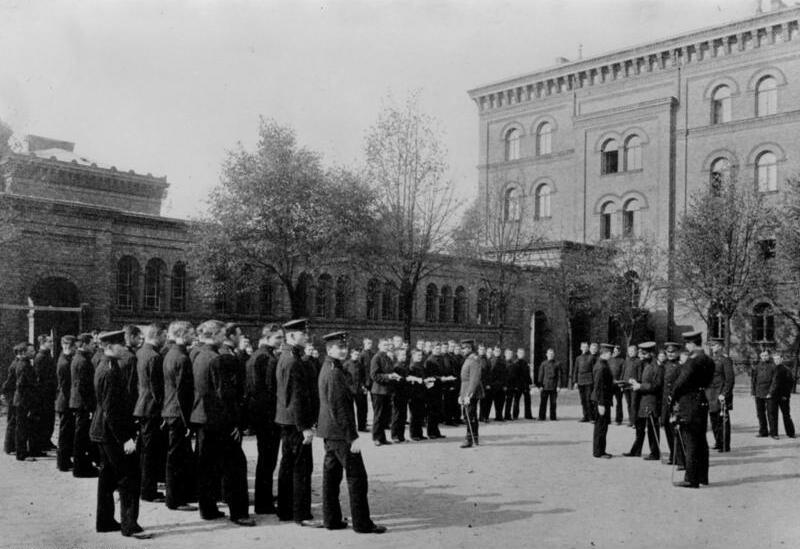
Appell vor dem Gebäude, 1900

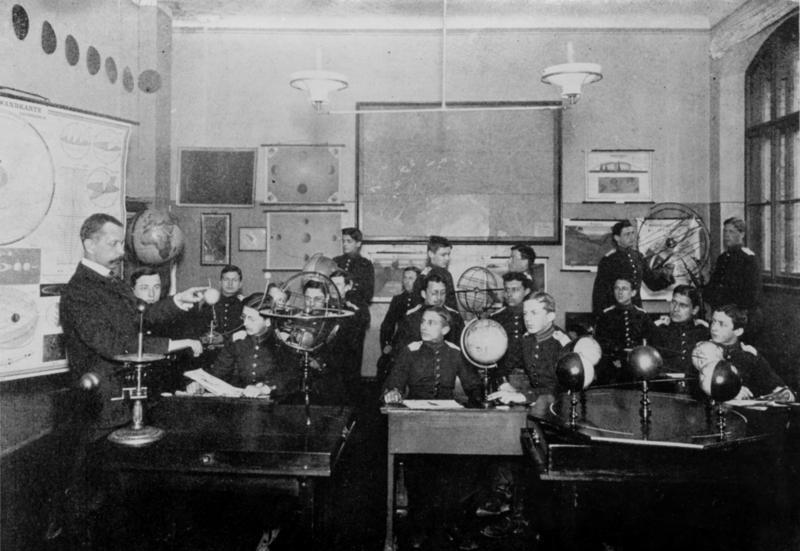
Naturwissenschaftlicher Unterricht, 1900

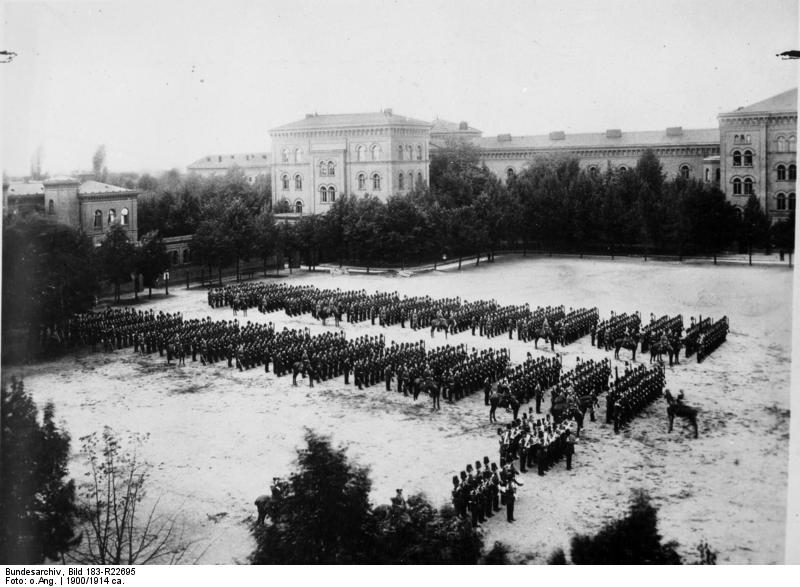
Kadetten bei der großen Morgenparade, zwischen 1900 und 1914

Bevor das Berliner Kadettenkorps nach Lichterfelde umsiedelte, war es von 1717 bis 1777 in dem sogenannten alten Kadettenhaus auf dem Gelände des ehemaligen Hetzgartens in Berlin-Mitte (in der Bastion 9 der Festungsmauer gelegen) untergebracht. Das dortige ältere Gebäude wurde 1777 abgerissen und durch einen repräsentativen Neubau des Kadettenhauses an derselben Stelle ersetzt.
1866 kaufte Johann Anton Wilhelm Carstenn die Güter Lichterfelde und Giesensdorf zur Errichtung der Villenkolonien Lichterfelde-West und -Ost in der Nähe von Berlin. Er parzellierte das Gelände, ließ Alleen und Plätze anlegen und schrieb eine Villenbebauung vor. Um den anfangs schleppenden Verkauf voranzutreiben, schenkte er dem Preußischen Staat 1871 rund 21 Hektar Land in Lichterfelde-West zum Bau einer neuen Kadettenanstalt. Carstenn setzte dabei auf den Imagegewinn durch den Umzug der hochangesehenen Anstalt nach Lichterfelde wie auf die verstärkte Nachfrage nach Grundstücken durch die im Kaiserreich fast ausschließlich aus adeligen Familien stammenden Offiziere. Mit dem Schenkungsvertrag verpflichtete er sich zur Erschließung des Kasernengeländes und zur Herstellung eines Verkehrsanschlusses. Hierfür eröffnete Siemens & Halske 1881 die erste elektrisch betriebene Straßenbahn der Welt vom Bahnhof Lichterfelde (später Groß-Lichterfelde B. H., heute Lichterfelde Ost) an der Bahnstrecke Berlin–Halle (B. H.) zunächst nur für den Materialtransport zur Baustelle der Hauptkadettenanstalt. Die Straßenbahn Lichterfelde–Kadettenanstalt wurde 1890 zum Bahnhof Groß-Lichterfelde B. M. (heute Lichterfelde West) an der Bahnstrecke Berlin–Magdeburg (B. M.) verlängert.
Carstenns Konzept war so erfolgreich, dass das Villenviertel Lichterfelde bis heute von der ursprünglich durch die Kadettenanstalt angezogenen preußisch-konservativen Oberschicht geprägt ist. Er selbst verlor durch die finanziellen Verpflichtungen im Zusammenhang mit dem Bau der Kadettenanstalt sein beträchtliches Vermögen und starb verarmt.

### 1873 bis 1920
Am 1. September 1873 wurde in Anwesenheit von Kaiser Wilhelm I. an der damaligen Zehlendorfer Straße (seit Juni 1933 Finckensteinallee) der Grundstein zur neuen Hauptkadettenanstalt gelegt. Bis 1878 entstanden dort nach den Entwürfen von August Ferdinand Fleischinger und Gustav Voigtel prachtvoll ausgeführte Bauten, die unter anderem Unterrichts- und Dienstgebäude, zwei Kirchen, darunter den rasch weitbekannten „Kadettendom“, den repräsentativen Feldmarschallsaal, Speisesaal, Pferdeställe, Turnhalle, Lazarett sowie eine große Zahl von Dienstwohnungen umfassten. Die Kadettenanstalt zog 1878 aus den beengten Bauten in der Stadt in die neuen Gebäude in Lichterfelde-West, wo sie im Deutschen Reich als wichtigste Institution ihrer Art bis zur Auflösung 1920 residierte.
Die Kadettenanstalt Lichterfelde wurde in den Jahren nach 1878 rasch zur wichtigsten Ausbildungsstätte der deutschen Streitkräfte. Mehrere Generationen von späteren Spitzenoffizieren in der Preußischen und Württembergischen Armee, der Reichswehr und Wehrmacht erhielten ihre Ausbildung auf dem weiträumigen Gelände der Kadettenanstalt. Der Begriff des „Lichterfelders“ wurde schnell zum Synonym für militärische Eliteausbildung. Entsprechend groß war auch das Interesse der oft adligen Offiziersfamilien, in der Umgebung der Kadettenanstalt Wohnung zu nehmen oder ein Haus zu unterhalten, um eine Lichterfelder Adresse vorweisen zu können und damit auf die Verbindung zur Kadettenanstalt hinzuweisen. Lichterfelde wurde dadurch für die nächste Generation auch zu einem der häufigsten Geburtsorte des adligen Offiziersnachwuchses. Die Lehrgänge an der Kadettenanstalt entsprachen inhaltlich der Ausbildung an einem Realgymnasium. Ziel war es jedoch, Fähnrich zu werden. Wer als Zögling bzw. Kadett die so genannte Selekta-Klasse besuchte, trat nach erfolgreichem Abschluss dieser Ausbildung mit dem Offiziersdienstgrad Leutnant in das Heer oder die Kaiserliche Marine ein.
Wegen der als herausragend wahrgenommenen Bedeutung der Lichterfelder Hauptkadettenanstalt als militärische Eliteausbildungsstätte wurde das Deutsche Reich nach dem Ersten Weltkrieg im Versailler Vertrag gezwungen, die Anstalt abzuschaffen. Sie wurde mit einem Schlussappell am 20. März 1920 aufgelöst, die letzten noch in Ausbildung befindlichen Kadettenjahrgänge marschierten von Lichterfelde zum Schloßplatz und übergaben den Schlüssel der Anstalt in einem feierlichen Akt an die neue Reichsregierung.

### Zwischen militärischer und ziviler Nutzung

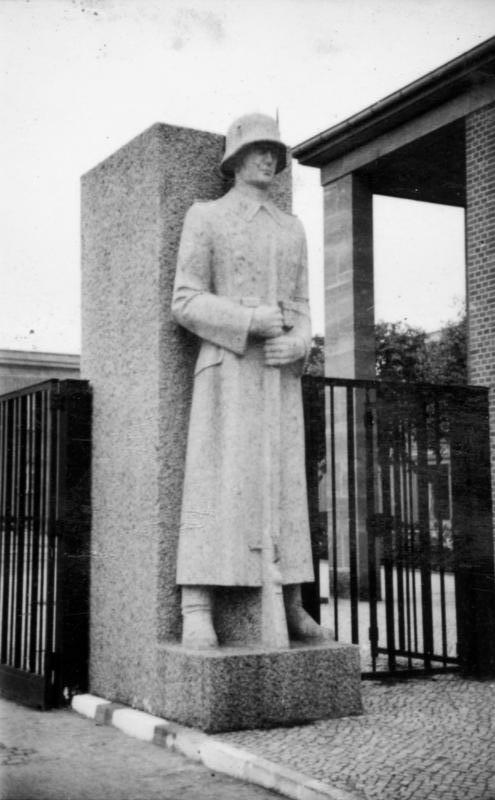
1940: Eine der beiden SS-Rottenführer-Statuen am Eingangstor. Diese sind seit 1945 mit Beton ummantelt

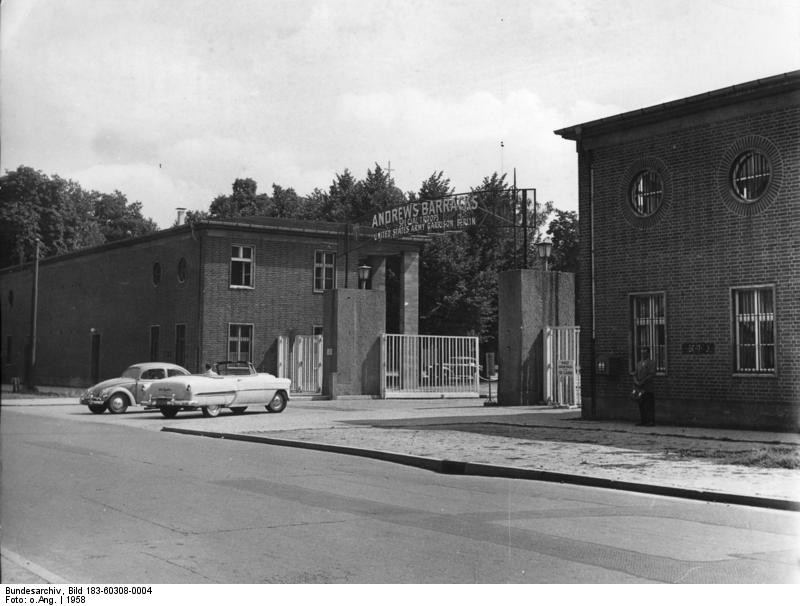
US-Kaserne Andrews Barracks, 1958

Für die Zeit nach der Schließung der Hauptkadettenanstalt gab es Überlegungen, hier das 1919 gegründete Reichsarchiv anzusiedeln. Die Gemeinde Lichterfelde plädierte jedoch dafür, die Kadettenanstalt in eine zivile Schule umzuwandeln. Dem wurde stattgegeben, und „20 Tage nach Schließung der Hauptkadettenanstalt wurde durch einen Erlass der Regierung die Umwandlung in eine Staatliche Bildungsanstalt (Stabila) verfügt. Der Lehrplan als Realgymnasium blieb bestehen - bisherige Kadetten konnten so ihre Ausbildung bis zum Abitur fortsetzen.“
Mit Wirkung vom 14. April 1920 wurde Fritz Karsen zum Oberstudiendirektor der Staatlichen Bildungsanstalt ernannt, der Erwin Marquardt als Alumnatsinspektor einsetzte. Fritz Karsen sollte die vormals militärische Institution in eine zivile überführen, was sich als sehr schwierig erwies. Es existierte immer noch die vorwiegend militärisch-konservativ geprägte Schülerschaft, die dem demokratischen Erziehungsstil Karsens Widerstand entgegensetzte.
Fritz Karsen sah sich nach nur drei Monaten gezwungen, als Schulleiter zurückzutreten. Sein kommissarischer Nachfolger, Studiendirektor Geheimrat Hartung, „gestand den Schülern die vorherige Selbstverwaltung im Internat wieder zu“.
Die Leitung von Realgymnasium, Oberrealschule und Internat übernahm 1922 Hans Richert. Er knüpfte an die Reformvorstellungen von Karsen an, musste aber auch einen starken Rückgang der Schülerzahlen hinnehmen. Richert veranlasste, „den großen Speisesaal zu schließen und die Mahlzeiten in kleineren Speiseräumen einzunehmen. 1929 wurde die Stabila zu Ehren des Schuldirektors in Hans-Richert-Schule, Staatliche Bildungsanstalt Berlin-Lichterfelde umbenannt.“ Sie bestand noch bis 1934.

### Die Remilitarisierung zwischen 1933 und 1945
Kurz nach der Machtübernahme der Nationalsozialisten begann die erneute militärische Nutzung der Gebäude der ehemaligen Hauptkadettenanstalt. Im Laufe des Jahres 1933 nahmen drei verschiedene Formationen parallel zueinander Quartier in der Anlage: 1) Das SS-Sonderkommando Berlin (ab November 1933 firmierte dieses als Leibstandarte Adolf Hitler; 2) die Landespolizeigruppe Wecke (später „Landespolizeigruppe General Göring“), eine militärisch organisierte und bewaffnete Polizeitruppe für besondere Einsätze, die stets als geschlossene Formation agierte und die dem Polizeigeneral Walther Wecke unterstand; und 3) die Stabswache Göring.
Das SS-Sonderkommando und die Landespolizeigruppe zogen im April 1933 in die Anlage ein. Im Herbst 1933 kam die Stabswache Göring dazu. Die Landespolizeigruppe und die Stabswache belegten bis zu ihrem Auszug im Dezember 1934 die beiden westlichen Kasernenbauten. Das SS-Sonderkommando/die Leibstandarte belegte die östlichen Kasernenbauten. Im Sommer 1934 waren 800–1000 Mann auf dem Gelände stationiert.
Ab Dezember 1934 war die Leibstandarte die alleinige Nutzerin des gesamten Gebäudekomplexes.
In Erinnerung an die Hauptkadettenanstalt und deren junge Absolventen, von denen viele im Ersten Weltkrieg gefallen waren, wurde 1935 die auf die Kadettenanstalt zuführende Sternstraße in Kadettenweg umbenannt und dort ein Gedenkstein an das Kadettenkorps errichtet. Die Umbenennung war auch ideologisch begründet, denn Julius Stern war Jude.

### Massenerschießungen in der SS-Kaserne Lichterfelde im Sommer 1934
Vom Abend des 30. Juni bis zum frühen Morgen des 2. Juli 1934 war die damalige SS-Kaserne Lichterfelde Schauplatz einer Reihe von Erschießungen, die im Zuge der als Röhm-Putsch bekannt gewordenen politischen „Säuberungsaktion“ der NS-Regierung durchgeführt wurden. Gesichert sind siebzehn Exekutionen die während dieser Zeitspanne auf dem Gelände stattfanden.
Seit dem 30. Juni wurden verhaftete SA-Angehörige in die Lichterfelder Kaserne eingeliefert. Viele der eingelieferten SA-Angehörigen wurden nach ihrer Ankunft jeweils kurzen Standgerichtsverhandlungen in einem Verwaltungsgebäude unterzogen, in denen ihnen Hochverrat durch die Beteiligung an einem angeblich von der SA-Führung geplanten Putsch vorgeworfen wurde. Die Urteile, die das Standgericht fällte (schuldig), und das Strafmaß (Tod), standen dabei bereits vorher fest und waren den leitenden Männern in Lichterfelde durch die Staatsführung vorgegeben worden. Die kurze Standgerichtsverhandlung endete in der Regel mit einer symbolischen Schändung des Delinquenten durch die Mitglieder des Standgerichts, indem diesem Rangabzeichen und Orden abgerissen wurden. Angehörige des Tribunals, das diese Todesurteile formal fällte, waren u. a. der Polizeigeneral Walther Wecke (was zu dem bitteren Ausspruch führte: „Kommst du zu Wecke, dann verrecke.“), der SS-Verwaltungsführer Konrad Leroux und der SA-Feldpolizeikommandeur Walter Fritsch.
Nach dem Ende der Scheingerichtsverhandlungen wurden die Opfer, meist in stark „gerupftem“ Zustand, in den Südosten der Anlage gebracht. Dort wurden die Todeskandidaten teilweise direkt vor ein Erschießungskommando aus acht Angehörigen der Leibstandarte gestellt und sofort exekutiert, und teilweise wurden sie vorläufig im Kohlenkeller des Lazarettgebäudes der Leibstandarte deponiert (das Gebäude ist heute Sitz der Berliner Dienststelle des Instituts für Zeitgeschichte und eines Antiquariats). Das Lazarettgebäude befand sich direkt an der als Richtplatz hergerichteten Stelle. In diesem Todeskeller warteten die dort platzierten Männer in einem Sammelraum dann, bis sie zur Erschießung auf den Hof geholt wurden. Durch Luftschächte konnten die Gefangenen sogar den Erschießungen auf dem Hof von dem Kellerraum, in dem sie gesammelt wurden, zusehen. Drei Erschießungen von in Ungnade gefallenen SS-Angehörigen wurden demgegenüber in einem Nebenhof ohne Zeugen durchgeführt.
Die Erschießungen wurden mit militärischer Umrahmung (Säbelgruß, Trommelrollen usw.) durchgeführt und von einem SS-Offizier kommandiert. Die Todeskandidaten wurden vor einem aus Bahnbohlen bestehenden Kugelfang positioniert, der an der ziegelsteinernen Umfassungsmauer aufgebaut war. Einigen Personen wurde von einem SS-Arzt auf die entblößte Brust mit Kreide ein Zielpunkt für das Exekutionskommando aufgemalt, um die Wahrscheinlichkeit zu erhöhen, dass die Schützen sie so treffen würden, dass der Tod möglichst schnell eintreten würde. Gemäß der Dienstvorschriften wurde den niedergestreckten Personen allerdings, wenn der Tod zweifelhaft war, vom kommandierenden SS-Offizier noch ein Gnadenschuss in den Kopf angetragen. Um auch nach Einbruch der Dunkelheit schießen zu können, wurde die Szenerie nachts vom Scheinwerferlicht aus hierfür bereitgestellten Automobilen erhellt. Die Erschossenen wurden jeweils, bevor die nächste Erschießung stattfand, in das kleine Leichenhaus der Kaserne gebracht. Am 3. Juli wurden sie mit einem Lastwagen in das Krematorium Wedding transportiert und dort eingeäschert.
Nachdem in der Nacht zum 2. Juli 1934 der Befehl zur Einstellung der Erschießungen in Lichterfelde eintraf, wurden die zu diesem Zeitpunkt noch im Todeskeller des Lazarettgebäudes befindlichen Männer geschont und teilweise in Haftanstalten gebracht, teilweise, trotzdem sie kurz zuvor zum Tode verurteilt worden waren, umstandslos auf freien Fuß gesetzt, indem man sie einfach entließ.

### Nutzung während der späteren NS-Jahre
Von 1937 bis 1938 erfolgten Um- und Neubauten für die neue Funktion durch Karl Reichle und Karl Badberger. Es entstanden Torbauten, Wirtschaftsgebäude und Magazine sowie eine große Schwimmhalle nach damals modernsten Gesichtspunkten. Der Haupteingang wurde zur Finckensteinallee verlegt.
Bis 1945 war der Hof der Kadettenanstalt Standort des Idstedt-Löwen. Er war ursprünglich im bis 1864 dänischen Flensburg beheimatet. Die alliierten Besatzungstruppen gaben ihn 1945 an Dänemark zurück. Seit dem Jahr 2011 befindet er sich wieder in Flensburg.

## Von der Kaserne zum Bundesarchiv

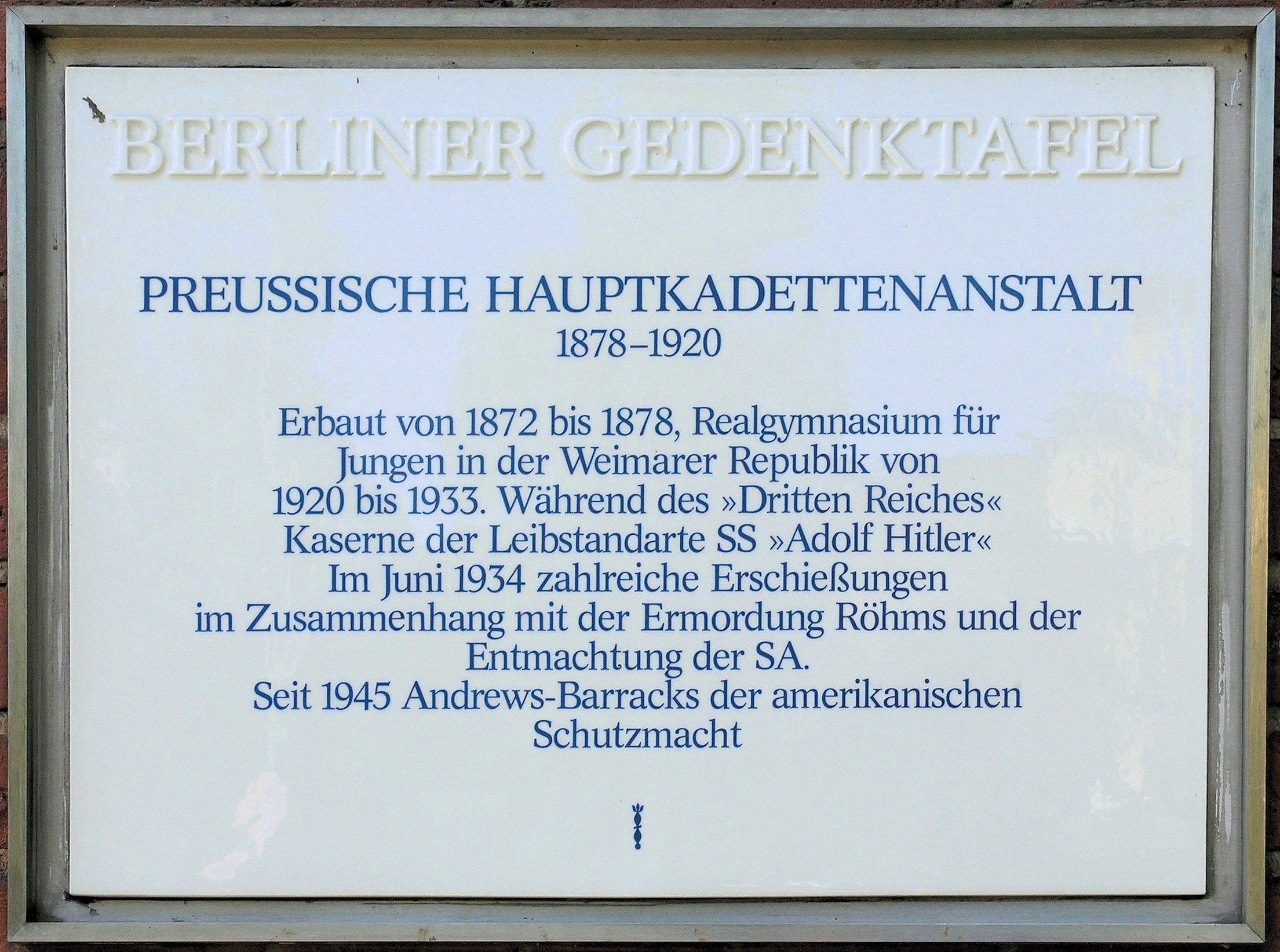
Berliner Gedenktafel am Haus Finckensteinallee 63–87 in Berlin-Lichterfelde

Die übrigen Bauten des 19. Jahrhunderts – einschließlich der Umfassungsmauer – wurden bei den alliierten Luftangriffen und den Kämpfen um Berlin zerstört oder nach 1945 von der US-amerikanischen Besatzungsmacht abgerissen. Erhalten sind die Schwimmhalle und Teile des Eingangshofs der SS-Kaserne.
Im Juli 1945 übernahmen die US Army die Kasernenanlage. Die Berliner US-Streitkräfte gaben ihr den Namen Andrews Barracks. Der Kasernenneubau der Leibstandarte SS Adolf Hitler ist im Zweiten Weltkrieg gering beschädigt worden. Im Jahr 1953 bauten die Amerikaner eine Kirche auf dem Gelände; dabei wurden die noch erhaltenen Teile des aus dem 19. Jahrhundert stammenden historischen Kadettendoms abgerissen. Es folgten weitere Neubauten, wobei man sich allerdings nicht an die alten Ansichten und Grundrisse hielt. Von der ursprünglich ausgedehnten Gesamtanlage sind der südöstliche Kasernentrakt, einzelne Wohnhäuser und das Kommandantenhaus im Westen erhalten.
Seit dem Abzug der Alliierten 1994 wird das Gelände der Hauptkadettenanstalt vom Bundesarchiv genutzt; dort sind heute die zentralen Archive des Deutschen Reichs (Kaiserreich, Weimarer Republik, NS-Diktatur) und der DDR zusammengefasst.
2010 wurde im Zentrum der Liegenschaft ein neues Magazin-Gebäude in Betrieb genommen, in dem die Bestände der Berliner Dienststellen des Archivs zentralisiert werden sollen. Insgesamt bietet der Bau Platz für 110 laufende Kilometer Archivgut.
Die südlichen Erweiterungen des Kasernengeländes, die die US-Truppen in der Nachkriegszeit für Werkstätten, Garagen usw. genutzt hatten, wurden abgerissen und die Flächen mit Einfamilienhäusern bebaut.